# Pilaszter

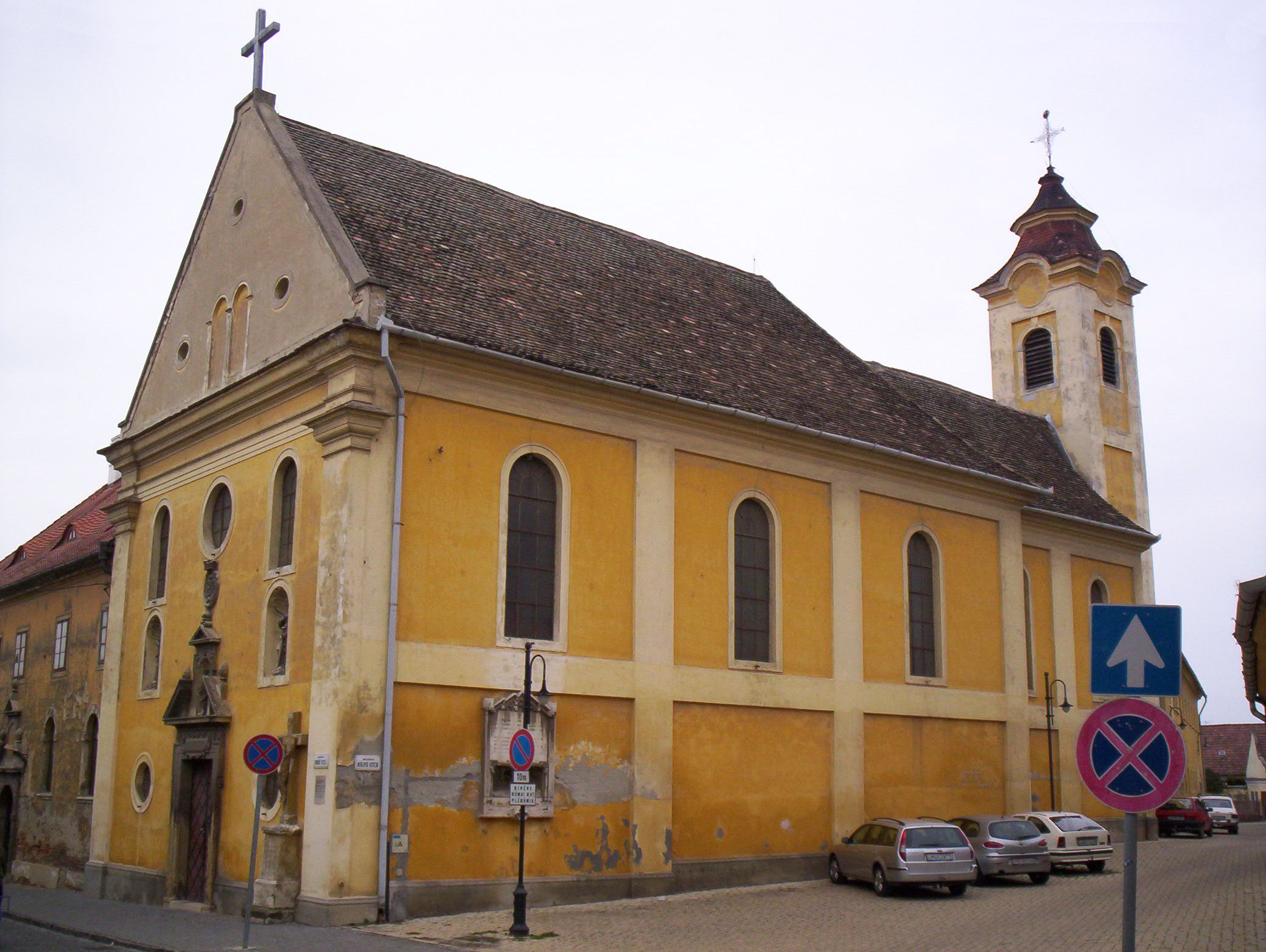
A pápai ferences templom homlokzatát két pilaszter zárja le.

A pilaszter (féloszlop vagy faloszlop) építészeti szakkifejezés, melyet a falból különböző vastagságban kiemelkedő, pillért utánzó épületelemekre alkalmaznak. A pilaszterek kezdetben teherviselő szerkezetek voltak. Már az ókori építészetben megjelentek. Később igen elterjedtek díszítő szerepben, mert a nagy, sima falfelületeket a pilaszterek jól tagolják. Ugyanúgy ellátták oszlopfejezettel, mint a magukban álló oszlopokat.

## Kapcsolódó szócikk
- Falsáv